# All India Women's Conference
The All India Women's Conference (AIWC) är en indisk kvinnoorganisation, bildad 1927. Den är Indiens representant i International Alliance of Women (IAW).
AIWC är en av Indiens äldsta frivilligorganisationer. Den bildades i Pune 1927 på initiativ av den irländska immigranten Margaret Cousins med Maharani Chimnabai som ordförande för att verka för flickors tillgång till utbildning. 
Inledningsvis ägnade man sig främst åt att värna kvinnors rätt till utbildning men efter hand har man tagit upp allt fler kvinnofrågor på sin agenda, som kvinnors ägande- och arvsrätt, barnäktenskap, purdah och trafficking. Den började 1941 utge sin egen tidskrift. 
Idag har AIWC över 100 000 medlemmar i 500 lokalavdelningar runt om i landet.
Bland organisationens tidigare ordförande kan nämnas: Sarojini Naidu (1930-31), Rameshwari Nehru (1942-43), Vijaya Lakshmi Pandit (1943-44), Kamaladevi Chattopadhyaya (1943-44), Rajkumari Amrit Kaur (1938-39), Muthulakshmi Reddy (1931-32), Lakshmi Menon (1955-58) och Masuma Begum (1963-64).